# Stazione di Aluche
La stazione di Aluche è una stazione ferroviaria che sorge lungo la ferrovia Móstoles-Madrid-Parla, a servizio del quartiere omonimo nel distretto madrileno di Latina.

## Storia
La stazione ferroviaria di Aluche è stata inaugurata nel 1976, nell'ambito della costruzione della ferrovia Móstoles-Madrid, che sostituiva la vecchia linea a scartamento ridotto Madrid-Almorox.

All'epoca la stazione era servita dalla linea C-6 della rete di Cercanías, fino a quando la linea venne prolungata fino alla stazione di Atocha e la linea C-6 venne inglobata dalla C-5.

### Incidenti
Il 26 giugno 2009, alle 07:38, cinquantasette persone sono rimaste ferite a causa dello scontro tra due treni della linea C-5 del Cercanías.

## Movimento
L'impianto è servito dai treni che transitano sulla linea C-5 della rete di Cercanías di Madrid, esercita da Renfe Operadora.

## Servizi
- Ascensore
- Parcheggio di interscambio

## Interscambi
La stazione di Aluche consente l'interscambio con l'omonima fermata della linea 5 della metropolitana di Madrid
Nelle vicinanze della stazione effettuano fermata alcune linee automobilistiche urbane ed extraurbane, gestite da EMT Madrid.
- Fermata metropolitana (Aluche, linea 5)
- Fermata autobus